# Elsa Neumann
Elsa Neumann (Berlijn, 23 augustus 1872 – aldaar, 23 juli 1902) was een Duitse natuurkundige. Ze was de eerste vrouw die haar doctoraat in natuurkunde behaalde op de Universiteit van Berlijn, 1899.

## Jeugd en opleiding
Elsa Neumann werd als dochter van Max en Anna Neumann in Berlijn geboren. Als vrouw had ze geen toegang tot hoger onderwijs. In 1890 haalde ze haar Lehrerinnenprüfung (lerarendiploma), wat gezien werd als minder dan een Gymnasiumdiploma. Vervolgens nam ze privélessen bij verschillende professoren om de kennis en vaardigheden die nodig waren om op universiteitsniveau vakken te volgen op te doen. Vanaf 1894 studeerde ze gedurende 9 semesters natuurkunde, wiskunde, scheikunde en filosofie op de Universiteit van Berlijn, en de Universiteit van Göttingen. Van elke docent moest ze apart toestemming krijgen om zijn colleges te mogen volgens. De natuurkunde-docenten Emil Warburg en Max Planck waren twee van haar meest fervente supporters. In 1898 kreeg ze speciale toestemming van het ministerie van onderwijs om een doctoraaldiploma te mogen halen, en ditzelfde jaar studeerde ze cum laude af. Haar werk Über die Polarisationskapazität umkehrbarer Elektroden (Over de ionische polarisatiecapaciteit van omkeerbare elektrodes) was in het prestigieuze tijdschrift Annalen der Physik gepubliceerd.

## Werk en nalatenschap
Vanwege de slechte vooruitzichten in academische instellingen voor vrouwen met een doctoraatdiploma, werd Neumann een privégeleerde en voerde haar onderzoek uit in het chemisch laboratorium van Arthur Rosenheim (1865-1942) en Richard Joseph Meyer (1865-1939) in Berlijn. Op 23 juli 1902 overleed ze als gevolg van een ongeluk tijdens een van haar experimenten in het laboratorium.
Neumann was bewust van haar unieke en bevoorrechte positie en zette zich in voor vrouwenrechten in hoger onderwijs in Pruisen. Hoewel, of wellicht omdat, ze uit een rijke familie kwam zag ze dat vrouwen financiële ondersteuning nodig hadden bij hun opleiding. Ze was de oprichter, eerste voorzitter en later erelid van de Verein zur Gewährung zinsfreier Darlehen an studierende Frauen (Vereniging voor het geven van rentevrije leningen aan studerende vrouwen), die ze oprichtte op 26 april 1900.
Na haar dood stelde haar moeder de Elsa-Neumann-Preis in, welke elk jaar op 18 februari werd uitgereikt voor de beste dissertatie in wiskunde of natuurkunde op de Universiteit van Berlijn, onafhankelijk van geslacht en religie. De twaalf winnaars van de prijs waren echter allemaal mannelijk. De kernfysicus Walther Bothe was een bekende winnaar van de prijs. Na 1918 werd de prijs niet meer uitgereikt vanwege de inflatie als gevolg van de Eerste Wereldoorlog. Vanaf 2010 begon Berlijn met het uitdelen van de Elsa-Neumann-Stipendium (Elsa Neumannbeurs), om jonge wetenschappers te ondersteunen.